# Vârful Scărișoara Mare, Munții Făgăraș
Vârful Scărișoara Mare este un vârf montan situat în Munții Făgăraș, care are o altitudine de 2.495 m. Se află la mică distanță față de vârful Moldoveanu, înspre sud, pe culmea Scărișoara, în apropierea "gemenului său", vârful Scărișoara Mică.

## Accesibilitate
Accesul pe vârf se poate face atât dinspre Nord dinspre vârful Moldoveanu trecând peste vârfurile Roșu și Galbena, fie dinspre Sud pe culmea Scărișoara sau traversând cheile râului Vâlsan.